# Чентрали (Бреша)
Чентрали је насеље у Италији у округу Бреша, региону Ломбардија.
Према процени из 2011. у насељу је живело 3 становника. Насеље се налази на надморској висини од 402 м.